# 嵐の中の母
『嵐の中の母』（あらしのなかのはは）は、1952年に公開された佐伯清監督の日本映画。 
第5回カンヌ国際映画祭コンペティション部門で上映された。

## スタッフ
以下のスタッフ名はKINENOTEに従った。
- 監督 - 佐伯清
- 脚本 - 八住利雄
- 製作 - マキノ光雄
- 撮影 - 横山実
- 美術 - 加藤雅俊
- 音楽 - 大森盛太郎

## キャスト
以下の出演者名と役名はKINENOTEに従った。
- 香川京子 - 坪井登美
- 初代 水谷八重子 - 母：稲子
- 沼田曜一 - 尾形圭一
- 岸旗江 -  村里恒子
- 谷川紘 - 明（圭一の子）
- 原保美 - 永江実
- 直木三千代 - 妻：里枝
- 伊東隆 - 里枝の子：正男
- 片桐恒夫 - 中国武官
- 南川直 - 通訳
- 内田良平 - 支那の青年
- 於島鈴子 - 青年の母